# Wモーターズ・ライカン ハイパースポーツ
Wモーターズ・ライカン ハイパースポーツ(Lykan HyperSport)は、アラブ首長国連邦の自動車メーカーであるWモーターズが製造販売しているスーパーカーである。
2012年、当時レバノンの首都ベイルートにて設立された新興自動車メーカー、Wモーターズによって2013年1月のカタールモーターショーにて発表されたアラブ諸国初のスーパーカーである。ライカンとは、「神話に出てくる狼男の中でも自由自在に変身できる最も進んだ種族」を意味する。

## 解説
搭載エンジンは、ポルシェのチューニングカーメーカーとして知られるドイツのRUF社製の水平対向型6気筒ツインターボで、最高出力760馬力、最大トルク101.7kgmを発生し、0-100km/h加速は2.8秒、最高速度は395km/hを誇る。
内外のデザインを手がけたのは、コヴェントリー大学で自動車デザインをおさめたフランス人デザイナーである。インテリアについては極めて豪華な素材で作られており、上質な皮のシートに金とダイヤモンドがちりばめられたダッシュボードの他、シートのステッチには手縫いの金糸が使用され、ナビゲーションディスプレイには日本のアスカネットが開発した3Dホログラムディスプレイを採用している。またエクステリアにおいても、LEDヘッドライトにダイヤモンドコーティングが施されているのが特徴。キーについてもカーボンファイバー、チタン、宝石といったこれもまた豪華な素材で装飾されている。左右ドアには後ろヒンジ式（いわゆるスーサイドドア）のシザーズドアを持つ。これは市販車では唯一である。
こうした性能やデザインにより、販売価格は340万ドル（日本円で約3億4000万円）とブガッティ・ヴェイロンを超える程の世界で最も高価な車のトップとして数えられている上、世界7台限定での販売となっている。にもかかわらず、既に全世界から100件以上のオーダーが入っているという。

## 逸話
- ヴィン・ディーゼルとポール・ウォーカー主演の映画で知られるワイルド・スピードシリーズの第7作目「ワイルド・スピード SKY MISSION」の劇中にてポルシェ・ボクスターをベースにしたレプリカが使用された。